# 왈츠 (영화)
왈츠(Valzer, The Waltz)는 이탈리아에서 제작된 살바토레 마이라 감독의 2007년 영화이다. 모리지오 미켈리 등이 주연으로 출연하였다. 제64회 베니스 국제 영화제에서 처음 상영되었다.
토리노의 NH 산토 스테파노 호텔에서 좋은 연기력을 보여주었다.

## 출연
- 모리지오 미켈리
- 발레리아 솔라리노